# Sigmoilopsinae
Sigmoilopsinae es una subfamilia de foraminíferos bentónicos de la familia Sigmoilopsidae, de la superfamilia Rzehakinoidea, del suborden Schlumbergerinina y del orden Schlumbergerinida. Su rango cronoestratigráfico abarca desde el Cretácico superior hasta la Actualidad.

## Discusión
Clasificaciones previas han incluido Sigmoilopsinae en la familia Hauerinidae, de la superfamilia Milioloidea, del suborden Miliolina y del orden Miliolida. También ha sido incluido en el suborden Rzehakinina y en el orden Lituolida, aunque Rzehakinina ha sido considerados sinónimo posterior de Schlumbergerinina. Uno de sus géneros (Silicosigmoilina) fue incluido previamente en la familia Rzehakinidae, de la superfamilia Rzehakinoidea, del suborden Textulariina y del orden Textulariida. Press, 93-102.</ref>

## Clasificación
Sigmoilopsinae incluye a los siguientes géneros:
- Sigmoilopsis
- Silicosigmoilina †

Otro género considerado en Sigmoilopsinae es:
- Bramletteia †, considerado subgénero de Silicosigmoilina, Silicosigmoilina (Bramletteia), de estatus incierto, pero considerado sinónimo de Suggrunda